# Sunny Akani
Akani Songsermsawad, meglio noto come Sunny Akani (Bangkok, 10 settembre 1995), è un giocatore di snooker thailandese.

## Carriera
Dopo aver fatto una comparsa nello snooker professionistico durante la stagione 2008-2009, Sunny Akani diventa professionista nel 2015. Nella stagione 2016-2017 raggiunge i quarti di finale nell'Indian Open e nel torneo di casa Six-Red World Championship dove viene battuto 7-4 da Stuart Bingham. Nella stagione 2018-2019 Akani conquista le semifinali all'Haining Open e al Six-Red World Championship.

## Ranking
| Stagione  | Ranking iniziale | Ranking finale |
| --------- | ---------------- | -------------- |
| 2015-2016 | Non classificato | 123            |
| 2016-2017 | Non classificato | 79             |
| 2017-2018 | Non classificato | 76             |
| 2018-2019 | 66               | 52             |
| 2019-2020 | 52               | 52             |
| 2020-2021 | 52               |                |